# Тадуссак
Тадуссак (фр. Tadoussac) — історичне село з приблизно 850 жителями в провінції Квебек, Канада. Розташоване у місці злиття річок Сагене і Святого Лаврентія, за 210 кілометрів на північний схід від міста Квебек. Слово «Тадуссак» походить із мови Монтаньє й означає соски або груди, ймовірно, маючи на увазі круглі пагорби, які оточують село.

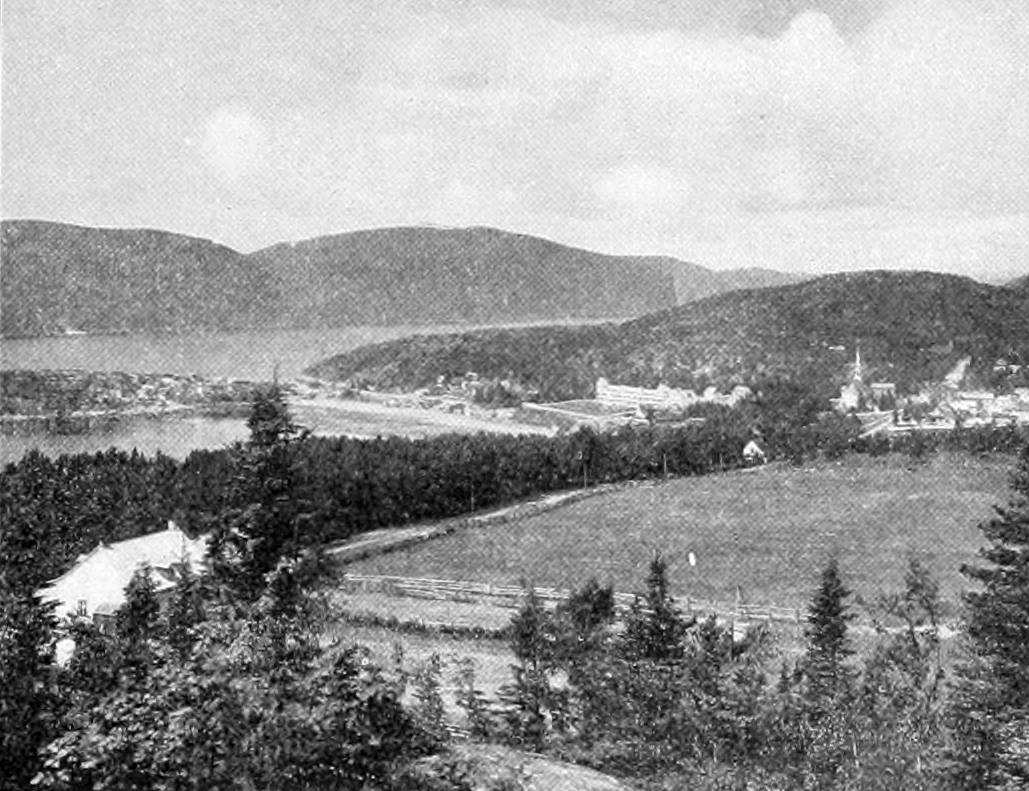
Тадусак, 1900

Задовго до прибуття європейських мореплавців у Тадуссаку розташовувався місцевий торговий пункт. У 1600 році французький лейтенант П'єр де Шовен намагався заснувати там постійне поселення, але більшість поселенців загинула під час першої зими. Через три роки Самюелю де Шамплену вдалося домовитися про першу мирну угоду між поселенцями та інну. У 1628 році англійський авантюрист Девід Кірк захопив Тадуссак і вимагав від Шамплена здати контроль над колонією Квебек. Коли Шамплейн не погодився на це, Кірк повернувся до Англії, але повернувся до Канади наступного року. Цього разу йому вдалося підкорити Квебек для Англії на наступні три роки.

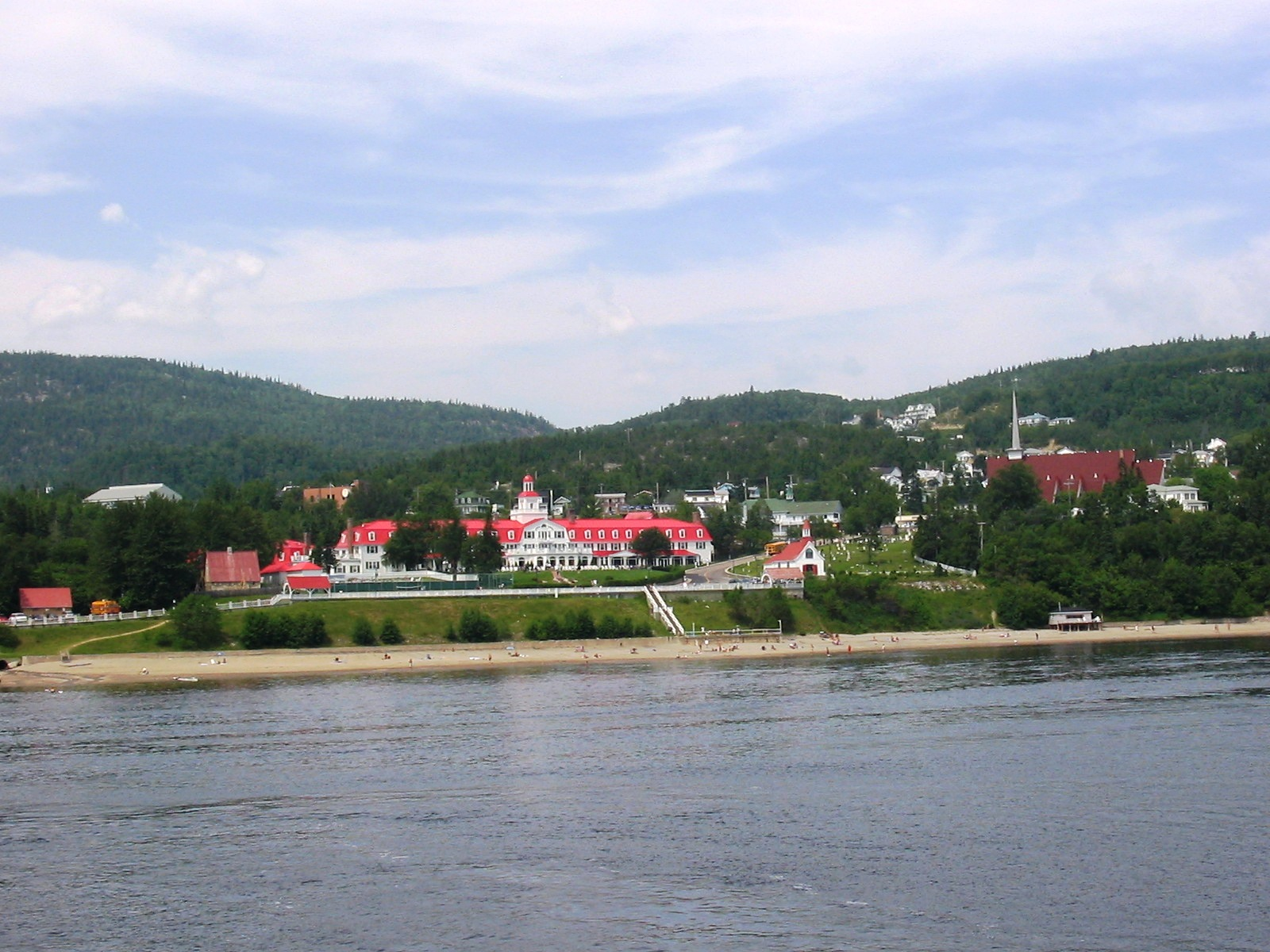
Тадусак з річки Святого Лаврентія

У 17 столітті Тадуссак перетворився на важливий пункт торгівлі хутром, а пізніше, у 19 столітті, став центром лісової промисловості та туризму. Сьогодні  відомий сусідніми морськими національним парком Сагене-Святого Лаврентія та національним парком Сагеней. У селі є центр дослідження морських ссавців, звідти організовують тури на китів для туристів. У Тадуссаку також є одна з найстаріших дерев'яних церков у Північній Америці, побудована в 1647 році.